# فيليب هور
فيليب هور (بالإنجليزية: Philip Hoare)‏ هو صحفي ومؤلف بريطاني، ولد في 1958 في ساوثهامبتون في المملكة المتحدة.